# RTL 4
RTL 4 (Radio Télévision Luxembourg 4) er en kommerciel Nederlandsk-Luxembourgske tv-kanal, der siden 1989 udsender på tv i Nederlandene. Med hensyn til markedsandel har RTL 4 stået flere år på en anden plads, efter NPO 1.
RTL 4 falder ind under RTL Nederland (tidligere RTL/Holland Media Group), sammen med RTL-5, RTL 7, RTL 8 og nyhedskanalen RTL-Z.

## Historie

### RTL-Véronique
RTL 4 begyndte under navnet RTL Véronique på 2. oktober 1989 som en ungdomsradio station. Kommercielle tv var i slutningen af firserne, i det nederlandske område stadig forbudt, men da Véronique officielt var registreret som en Luxembourgsk station blev den tilladt på den nederlandske kabel.
RTL-Véronique blev oprindeligt finansieret af Veronica, den Nederlandse Middenstandsbank (NMB), Rabobank, Credit Lyonnais, Phillips, Lex Harding (Tornado BV), og det Luxembourgske selskab CLT (Compagnie Luxembourgeoise de Télédiffusion, senere CLT-UFA, senere RTL Group SA). Den første udsendelse blev lavet på den 2. oktober 1989. I december 1989, blev aktierne af Rabobank, NMB, Credit Lyonnais, Veronica, Lex Harding (Tornado, BV), overtaget af VNU og Elsevier. CLT fortsatte sin rolle og forblev i virkeligheden den kontrollerende part med licens i Luxembourg.
Ansigter af den første time var Jeroen Pauw, Irene Moors, Viola van Emmenes (senere Viola Holt), Dieuwertje Blok, Catherine Keyl, Jan de Hoop, Caroline Tensen, Pauline Dekker, Wessel van Diepen, Patty Brard, Jur Raatjes, Mariëtte Bruggeman, Anniko van Santen, Manon Thomas, Marc Jacobs, Sander Simons, Elles Berger, Marc Postelmans, Rob van Rees, Jaap van Meekren, Heleen de Boer, John Bernard, Ria van Eijndhoven, Gert Berg og Loretta Schrijver.
Ansigtet af fotomodel, Daphne Deckers fungerede også som et 'skilt' for den kommercielle station. Bestyrelsen bestod bland andet af den luxembourgske Freddy Thyes (på vegne af CLT), ex-Veronica-ceo, Lex Harding og senere Endemol-direktør Ruud Hendriks.
RTL-Véronique rette sig primært på de unge, og havde meget lidt materiale til at sende. Joop van den Ende havde programmer og kendte nederlændere i sin kartotek, men fordi hans egen kanal TV10 var blevet en fiasko og at han blev boykotet af public service-stationer, kunne han ikke sælge sine programmer.

### Skifte til RTL 4
I løbet af 1990 lavede RTL-Véronique en aftale med Van den Ende, hvorefter den unge radio station, der havde lidt af lave sertallerne, fortsatte som RTL 4.
1. juni 2007 flyttede hele RTL Nederland over på widescreen. 
Senderen er lovpligtig/formelt etableret i Luxembourg og er derfor ikke bundet til bestemte nederlandske regler (for eksempel med hensyn til reklame og sponsorering).